# Kemasan (Krian)
Kemasan is een bestuurslaag in het regentschap Sidoarjo van de provincie Oost-Java, Indonesië. Kemasan telt 5096 inwoners (volkstelling 2010).